# Theodorus Hubertus Moors
Theodorus Hubertus Moors M.S.C. (Tungelroy, 7 november 1912 - 18 maart 2003) was een in Nederland geboren Rooms-Katholiek bisschop.
Moors kwam uit een gezin van zes zoons. Vier van hen werden priester. Zijn oudste broer Petrus Moors werd net als hij bisschop en wel van het bisdom Roermond.
Hij trad toe tot de Missionarissen van het Heilig Hart. Op 13 maart 1937 ontving hij de priesterwijding. 
Op 13 april 1967 benoemde paus Paulus VI hem tot hulpbisschop van Manado en tot titulair bisschop van Choba. Hij ontving de bisschopswijding op 25 juli van dat jaar uit handen van de apostolische pro-nuntius in Indonesië, Salvatore Pappalardo. Concelebranten waren de bisschop van Manado, Nicolas Verhoeven M.S.C. en zijn broer, de bisschop van Roermond. Op 26 juni 1969 benoemde paus Paulus VI Moors tot bisschop van Manado als opvolger van Nicolas Verhoeven. 
Op 8 februari 1990 ging Moors met emeritaat. Hij overleed in 2003 op 90-jarige leeftijd.